# Славгородський Дмитро Ігорович
Дмитро́ І́горович Славгоро́дський (нар. 1976) — український бадмінтоніст і тренер, чемпіон України 2000 року, колишній гравець Національної збірної України.

## Кар'єра
Дмитро Славгородський відомий як чемпіон України 2000 року та неодноразовий призер чемпіонатів країни (2004, 2005). Третя ракетка України 2003 та 2004 років.
Вихованець лисичанської школи бадмінтону, яку заснувала Ольга Михайлівна Горбенко. Представляв в різні роки Київ, Донецьк та Дніпро. Тренувався під керівництвом Віри Едуардівни Косенко.
1994 року став чемпіоном України серед юніорів (одиночний розряд).
1998 року був фіналістом міжнародного турніру «Київський каштан».
2000 року став чемпіоном України в чоловічому парному розряді (разом з Дмитром Мизніковим).
Був лідером київської команди КНЕУ, яка 2003 року ставала чемпіоном України.
2004 року захищав честь дніпропетровського СК «Метеор» на Кубку європейських чемпіонів, що проходив у Голландії.
Як гравець збірної України брав участь в міжнародних змаганнях 2004 року.
Серед його партнерів — Дмитро Мизніков (Харків), Сергій Яковлєв (Донецьк), Лариса Грига (Дніпро).

## Досягнення

### Чемпіонат України
Чемпіони України в чоловічій парній категорії
- 2000 — Мизніков Дмитро / Славгородський Дмитро (Харків, Київ)